# Giovanna Elisabetta di Baden-Durlach
Giovanna Elisabetta di Baden-Durlach (Durlach, 3 ottobre 1680 – Castello di Stetten in Stetten im Remstal, 2 luglio 1757) è stata una duchessa consorte di Württemberg.

## Biografia
Nacque nel castello di Karlsburg, terza figlia di Federico VII (1647−1709), margravio di Baden-Durlach, e di sua moglie Augusta Maria (1649−1728), figlia del duca Federico III di Holstein-Gottorp (1597-1659).
Nel 1697 venne data in sposa, nel quadro di un doppio matrimonio tra le casate di Baden-Durlach e di Württemberg, al duca Eberardo Ludovico di Württemberg (1676−1733), figlio del duca Guglielmo Ludovico di Württemberg (1647−1677) e di Maddalena Sibilla di Assia-Darmstadt (1652−1712). Il matrimonio sanciva il legame tra le due principali dinastie luterane della Germania meridionale. La madre della sposa, Augusta Maria di Holstein-Gottorp, era zia della madre dello sposo, Maddalena Sibilla d'Assia-Darmstadt, ma, a causa della piccola differenza d'età, le due donne erano talora state cresciute insieme da bambine.
Dato che a seguito della guerra della Grande Alleanza il margravio di Baden-Durlach era rimasto sfornito di una residenza degna di nota, il primo matrimonio tra Giovanna Elisabetta ed Eberardo Ludovico venne celebrato nel Badischen Hof di Basilea, mentre due mesi dopo venne celebrato a Stoccarda il matrimonio tra il fratello di Giovanna Elisabetta, il principe ereditario ed in seguito margravio di Baden-Durlach Carlo III Guglielmo (1679−1738) e la sorella di Eberardo Ludovico, Maddalena Guglielmina (1677−1742).
Dopo la nascita del principe ereditario Federico Luigi (1698−1731), avvenuta l'anno successivo al matrimonio, la coppia visse per lo più separata.
A causa della sua carriera militare Eberardo Ludovico inizialmente visse assai di rado a Stoccarda. Nel 1704 prese parte alla battaglia di Blenheim e fu poi nominato generale d'armata dell'Armata del Reno. Nel 1707 fu nominato feldmaresciallo delle truppe sveve, nel corso della guerra di successione spagnola. Inoltre egli nutriva due grandi ambizioni: comandare un esercito permanente e di notevoli dimensioni e, seguendo il modello francese, governare uno stato assoluto, con una prestigiosa vita di corte.
Dal canto suo, Giovanna Elisabetta condusse il suo matrimonio seguendo i concetti pietistici di contegno e moralità in cui era stata educata, e mantenne tale condotta nella sua residenza, l'Alten Schloss di Stoccarda.
Eberardo Ludovico fu il primo duca di Württemberg a vivere apertamente con la propria amante, la meclemburghese Wilhelmine von Grävenitz (1686−1744). Il loro matrimonio, celebrato nel 1707 in forma morganatica, venne considerato scandaloso. A seguito delle proteste di Giovanna Elisabetta presso l'imperatore Carlo VI, il matrimonio bigamo dovette essere sciolto e Wilhelmine von Grävenitz fu mandata in esilio in Svizzera, dove la seguì Eberardo Ludovico.
Solo nel 1710 il duca fece ritorno, dopo che poté richiamare nel Württemberg Wilhelmine von Grävenitz, attraverso un matrimonio di convenienza tra la stessa ed il maestro di corte, il conte di Würben. Gli amanti vissero per la maggior parte del tempo a Ludwigsburg dove, dopo il 1718, venne ufficialmente trasferita la corte. Invece Giovanna Elisabetta continuò a risiedere all'Alten Schloss di Stoccarda.  La duchessa rifiutò di accettare quest'umiliante situazione e presentò richiesta di divorzio. Il matrimonio non fu tuttavia mai sciolto. Con la morte precoce del principe ereditario Federico Luigi, avvenuta nel 1731, si profilò la minaccia di un passaggio del Württemberg sotto la dominazione di una linea collaterale di fede cattolica. A causa di questo pericolo il duca Eberardo Ludovico interruppe quindi il suo legame con Wilhelmine von Grävenitz, sperando di poter procreare ancora un erede con la sua legittima ed a lungo ignorata sposa. L'età avanzata della coppia e la precoce morte del duca, il 31 ottobre 1733, resero tuttavia vana tale speranza.
Giovanna Elisabetta sopravvisse al marito per più di vent'anni, risiedendo da vedova nello Schloss Kirchheim, e morì nel 1757 durante una cura in acqua a Stetten im Remstal. Fu sepolta nella chiesa del castello di Ludwigsburg.

## Figli
- Federico Luigi, (1698−1731); sposò nel 1716 Enrichetta Maria di Brandeburgo-Schwedt (1702−1782)

## Curiosità
Attraverso la sorella minore Albertina Federica, Giovanna Elisabetta fu zia materna di Giovanna di Holstein-Gottorp e prozia materna di Caterina II, la cui seconda nuora, Sofia Dorotea di Württemberg, era a sua volta nipote di Carlo I Alessandro, divenuto duca di Württemberg proprio a seguito della scomparsa del figlio di Giovanna Elisabetta.

## Ascendenza
|                                                        |                                     |                                                       | Genitori                               |  |  | Nonni |  |  | Bisnonni                    |  |  | Trisnonni                         |  |
|                                                        |                                     |                                                       |                                        |  |  |       |  |  | Federico V di Baden-Durlach |  |  | Giorgio Federico di Baden-Durlach |  |
|                                                        |                                     |                                                       |                                        |  |  |       |  |  | Federico V di Baden-Durlach |  |  | Giorgio Federico di Baden-Durlach |  |
|                                                        |                                     | Giuliana di Salm-Neuville                             |                                        |  |  |       |  |  | Federico V di Baden-Durlach |  |  |                                   |  |
| Federico VI di Baden-Durlach                           |                                     |                                                       |                                        |  |  |       |  |  | Federico V di Baden-Durlach |  |  |                                   |  |
|                                                        |                                     | Barbara di Württemberg                                | Federico I di Württemberg              |  |  |       |  |  |                             |  |  |                                   |  |
|                                                        |                                     | Barbara di Württemberg                                | Federico I di Württemberg              |  |  |       |  |  |                             |  |  |                                   |  |
|                                                        |                                     | Barbara di Württemberg                                | Sibilla di Anhalt                      |  |  |       |  |  |                             |  |  |                                   |  |
| Federico VII di Baden-Durlach                          |                                     | Barbara di Württemberg                                |                                        |  |  |       |  |  |                             |  |  |                                   |  |
|                                                        |                                     | Giovanni Casimiro del Palatinato-Zweibrücken-Kleeburg | Giovanni I del Palatinato-Zweibrücken  |  |  |       |  |  |                             |  |  |                                   |  |
|                                                        |                                     | Giovanni Casimiro del Palatinato-Zweibrücken-Kleeburg | Giovanni I del Palatinato-Zweibrücken  |  |  |       |  |  |                             |  |  |                                   |  |
|                                                        |                                     | Giovanni Casimiro del Palatinato-Zweibrücken-Kleeburg | Maddalena di Jülich-Kleve-Berg         |  |  |       |  |  |                             |  |  |                                   |  |
| Cristina Maddalena del Palatinato-Zweibrücken-Kleeburg |                                     | Giovanni Casimiro del Palatinato-Zweibrücken-Kleeburg |                                        |  |  |       |  |  |                             |  |  |                                   |  |
|                                                        |                                     | Caterina di Svezia                                    | Carlo IX di Svezia                     |  |  |       |  |  |                             |  |  |                                   |  |
|                                                        |                                     | Caterina di Svezia                                    | Carlo IX di Svezia                     |  |  |       |  |  |                             |  |  |                                   |  |
|                                                        |                                     | Caterina di Svezia                                    | Anna Maria di Wittelsbach-Simmern      |  |  |       |  |  |                             |  |  |                                   |  |
| Giovanna Elisabetta di Baden-Durlach                   |                                     | Caterina di Svezia                                    |                                        |  |  |       |  |  |                             |  |  |                                   |  |
|                                                        | Giovanni Adolfo di Holstein-Gottorp | Adolfo di Holstein-Gottorp                            |                                        |  |  |       |  |  |                             |  |  |                                   |  |
|                                                        | Giovanni Adolfo di Holstein-Gottorp | Adolfo di Holstein-Gottorp                            |                                        |  |  |       |  |  |                             |  |  |                                   |  |
|                                                        | Giovanni Adolfo di Holstein-Gottorp | Cristina d'Assia                                      |                                        |  |  |       |  |  |                             |  |  |                                   |  |
| Federico III di Holstein-Gottorp                       | Giovanni Adolfo di Holstein-Gottorp |                                                       |                                        |  |  |       |  |  |                             |  |  |                                   |  |
|                                                        |                                     | Augusta di Danimarca                                  | Federico II di Danimarca               |  |  |       |  |  |                             |  |  |                                   |  |
|                                                        |                                     | Augusta di Danimarca                                  | Federico II di Danimarca               |  |  |       |  |  |                             |  |  |                                   |  |
|                                                        |                                     | Augusta di Danimarca                                  | Sofia di Meclemburgo-Güstrow           |  |  |       |  |  |                             |  |  |                                   |  |
| Augusta Maria di Holstein-Gottorp                      |                                     | Augusta di Danimarca                                  |                                        |  |  |       |  |  |                             |  |  |                                   |  |
|                                                        |                                     | Giovanni Giorgio I di Sassonia                        | Cristiano I di Sassonia                |  |  |       |  |  |                             |  |  |                                   |  |
|                                                        |                                     | Giovanni Giorgio I di Sassonia                        | Cristiano I di Sassonia                |  |  |       |  |  |                             |  |  |                                   |  |
|                                                        |                                     | Giovanni Giorgio I di Sassonia                        | Sofia di Brandeburgo                   |  |  |       |  |  |                             |  |  |                                   |  |
| Maria Elisabetta di Sassonia                           |                                     | Giovanni Giorgio I di Sassonia                        |                                        |  |  |       |  |  |                             |  |  |                                   |  |
|                                                        |                                     | Maddalena Sibilla di Hohenzollern                     | Gioacchino III Federico di Brandeburgo |  |  |       |  |  |                             |  |  |                                   |  |
|                                                        |                                     | Maddalena Sibilla di Hohenzollern                     | Gioacchino III Federico di Brandeburgo |  |  |       |  |  |                             |  |  |                                   |  |
|                                                        |                                     | Maddalena Sibilla di Hohenzollern                     | Caterina di Brandeburgo-Küstrin        |  |  |       |  |  |                             |  |  |                                   |  |
|                                                        |                                     | Maddalena Sibilla di Hohenzollern                     |                                        |  |  |       |  |  |                             |  |  |                                   |  |